# Odoje
Odoje [pronunciación en polaco: /ɔˈdɔjɛ/] (en alemán: Odoyen) es un pueblo en el distrito administrativo de Gmina Orzysz, dentro del Condado de Pisz, Voivodato de Varmia y Masuria, en Polonia del norte. Se encuentra aproximadamente a 7 kilómetros al suroeste de Orzysz, a 18 kilómetros al norte de Pisz, y a 90 kilómetros al este de la capital regional Olsztyn.
Antes de 1945 el área fue parte de Alemania (Prusia Oriental).